# خادم الصور
خادم الصور هو نوع من برامج خادم الويب المتخصصة في تقديم وتوصيل الصور فهي تستخدم كعنصر مكمل لخوادم الشبكة الحالية مثل اباتشي
بينما خوادم الشبكة التقليدية عموما تزود العملاء بنسخ ثابتة من ملفات الصور، خوادم الصورة غالبا ما تؤدي مهام معالجة إضافية مفيدة. هذه المعالجة الخاصة بالصور يمكن أن تشمل مهام تجهيز مزج ألفا، تكوين مصدر الصور، تدويرها، ضبط اللون، وغيرهم.

## التطبيقات
بما أن الصور في العادة هي أهم جزء في سعة قناة الاتصال عند تصفح صفحة، خواديم الصور تستخدم في الغالب لتقليل من الحمل على خواديم الشبكة الرئيسية
تستخدم خواديم الصور أيضا في تطبيقات متطورة أخرى مثل توجيه مجموعات صور كبيرة، التحكم في أحجام ومناطق صور متعددة من مصدر واحد وكذلك لتدفق الوسائط.
في مجال التجارة الإلكترونية، خواديم الصور مؤهلون بقدراتهم على تقبل مئات الآلاف من الصور، لعدة وحدات معالجة المركزية أو تحميل خواديم متوازنة، وعلى كمية ونوعية وظائف معالجة الصور، مثل تغيير الحجم وتكوينها، والتكبير وعارضات الثلاثية الابعاد وبالإضافة إلى ذلك من البيانات الفعالة والمتغيرة لهذه الصور في شكل نص استدلالي أو رسومات. واجهات البرامج التطبيقية المفتوحة وتطبيقات المستخدم الموحدة تزيد من قيمة خادوم الصورة.
البرتوكول التصويري المشهور المنفذ على أساس الـhttp عرف ببرتوكول تصوير الشابكة (IIP). هذا البروتوكول أصدرته جمعية صناعة التصوير الدولية.
أحد كتاب بروتوكول تصوير الشابكة ،مارك سبنسر رئيس قسم التقينة من LiquidPixels، قام بإعادة تصميم النهج الأساسية للتصوير الفعال للتغلب على حدود برتوكول الـ IIP. ترتيب العناصر في الIIP غير مهم وهي تصف ما يجب القيام به، وترتيبها يكون محدد مسبقا. مع LiquiFire، ترتيب العناصر في سلسلة الصور يصف الترتيب الذي تتخذه الإجراءات للسماح بالقيام بعمليات معقدة مثل تلوين الوقت الحقيقي والتكوين من خلال عنوان بسيط والتي يمكن على الفور أن تبنى على أساس السلوك أو البيانات في الوقت الحقيقي دون الحاجة إلى وجود قوالب محددة مسبقا.

## التطبيقات الإضافية الممكنة
هناك مشكلة واحدة تصيب الشبكات الرئيسية وهي أن مواقعهم يجب أن تكون متوافقة من أكبر عدد ممكن من متصفحات الشبكة، لذلك عليهم أن يستخدموا صور عامة لتناسبهم جميعا في نفس الوقت. صورة بعرض 400 بكسل سوف تشغل نصف شاشة بدقة 800×600، بينما في شاشة بدقة 1280×1024 سوف تشغل فقط الثلث.
ولذلك، إذا كانت الصفحة مصممة للشاشات ذات دقة 800 × 600 فانها ستبدو أكثر سوءا في الشاشات ذات دقة 1280 × 1024. خادم الصورة يمكن أن يحل ذلك عن طريق تعديل حجم الصورة بفاعلية مستمرة وفقا للإعدادات المستعرض المستخدم. وبالمثل، فإن لدى النسخ القديمة من إنترنت إكسبلورر صعوبة في عرض الصور بصيغة الـPNG والـMNG، ولكن خادم الصور يمكن أن يكتشف إصدار المتصفح لدى المستخدم ويرسل الصورة بالصيغة المدعومة من قبله ولتكن GIF مثلا.
تطبيق آخر هو السماح للأفراد تبادل كميات كبيرة من الصور بجودة عالية مباشرة من الحواسيب الخاصة بهم—تتم الخدمة بذكاء.. فالصورة يتم إنشاؤها عند الحاجة بناء على طلب لصورة محددة. مثال على هذه الخاصية هو تطبيق PixleyAlbum. Pixley هو خادم صور رقيق جدا يتواجد مع أي كمبيوتر شخصي يعمل على نظام ويندوز ويسمح للمالك بتبادل ملفات الصور بسهولة فائقة. Pixley يحل مشكلة الأشخاص ويمكنهم من أن يحصلوا على صورهم الرقمية على أجهزتهم الشخصية، ولكن لا تتم مشاركتها فعليا على خدمات مثل Ofoto,shutterfly, وغيرها.
خادم الصور ذو تخصص أكبر من الممكن أن يزيد قيمه لأنظمة موجودة مسبقا وذلك عن طريق توفير خدمات مثل كائن التعرف التلقائي، وكشف حقوق التأليف والنشر وكذلك الاستعلام عن صورة عن طريق التشابه البصري.
الحغرافية الفضائية أو رسم الخرائط لها حاجة خاصة في خواديم الصور. الصور الجوية وصور السواتل من الممكن أن يصل حجمها إلى مئات أو آلاف الجيجا بايت. الآليات التقليدية لخدمة هذه البيانات قد ثبت أنها غير كافية. خادوم الصور الأول المتخصص لبيانات الصور الجغرافية المكانية كان Image Web server، الذي صدر في عام 1999. Image Web Server، من بين غيرها من البروتوكولات، يدعم ECWP (ERDASبروتوكول المويجات المضغوطة)
يقوم بإرسال «تدفيق» صور كبيرة على التطبيق المستخدم، بدلا من إرسال الصور العادية على مدى HTTP.